# Mickey Simpson
Mickey Simpson (n. 3 decembrie 1913, Rochester, New York, SUA – d. 23 septembrie 1985, Northridge⁠(d), California, SUA) a fost un actor american. Acesta este cunoscut pentru rolul lui Sarge, proprietarul bigot al restaurantului din filmul Uriașul⁠(d) (1956). Pe parcursul carierei sale, a apărut în peste 175 de filme și episoade de televiziune.

## Cariera
Fiul lui Fred și al lui Bertha Rogers Simpson, era de origine irlandeză pe partea paternă. Era cel mai mare dintre cei patru fii ai familiei; fratele său Richard a murit în copilărie. Când tatăl său, un antreprenor, nu și-a găsit de lucru din cauza crizei economice din 1929, mama sa a întreținut familia lucrând ca ospătăriță.
La douăzeci de ani, Simpson intenționa să devină pugilist datorită construcției sale fizice. A avut însă o carieră de scurtă durată, fiind implicat în doar două meciuri de box în 1939, ambele pierdute. A ajuns în Los Angeles spre finalul anilor 1930 și a lucrat ca șofer pentru actrița Claudette Colbert. În 1939, a avut un rol minor în lungmetrajul Stagecoach al regizorului John Ford. Actorul a devenit în cele din urmă membru al grupului John Ford Stock Company.
Simpson a interpretat paznici, polițiști și bătăuși în filme, dar cariera i-a fost întreruptă de cel de-Al Doilea Război Mondial. A activat ca patrula marină⁠(d) în  Marina Statelor Unite pe parcursul războiului. Când a revenit la Hollywood, Ford i-a oferit un rol minor, dar important în filmul Draga mea Clementine (1946). În total, a apărut în nouă producții regizate de Ford. A apărut în 13 episoade ale serialului The Lone Ranger⁠(d) între 1950 și 1956. La sfârșitul anilor 1950, l-a interpretat pe Boley în serialul de televiziune Captain David Grief⁠(d). În 1957, Simpson a fost Johnny Hines în episodul „Decision at Gunsight” al westernului Cheyenne⁠(d). În 1960, a fost cowboyul bătăuș Donovan în Bat Masterson⁠(d). Acesta este cunoscut pentru rolul lui Rocky Duggan din filmul Gents in a Jam⁠(d) al celor din grupul de comici Three Stooges⁠(d).

## Moartea
Simpson a interpretat cu precădere roluri minore până la sfârșitul anilor 50. A murit din cauza unei insuficiențe cardiace în Northridge, California⁠(d) pe 23 septembrie 1985 la vârsta de 71 de ani. A fost înmormântat în cimitirul Hollywood Hills⁠(d) din Los Angeles.

## Filmografie parțială
- Stagecoach (1939) - (nemenționat)
- Panama Lady (1939) - Rodrigo (nemenționat)
- Free, Blonde and 21 (1940) - Cop (scene eliminate)
- In the Navy (1941) - Combative Civilian in Dance Hall (nemenționat)
- Tight Shoes (1941) - Guard (nemenționat)
- Sea Raiders (1941, Serial) - Angry Motorist [Ch. 2] (nemenționat)
- Swing It Soldier (1941) - Speciality Act (nemenționat)
- Keep 'Em Flying (1941) - Mickey - Academy Gate Guard (nemenționat)
- Honolulu Lu (1941) - Dental Patient (nemenționat)
- Lady for a Night (1942) - Big Mike, the Floorman (nemenționat)
- A Date with the Falcon (1942) - Policeman (nemenționat)
- Obliging Young Lady (1942) - Motorcycle Policeman (nemenționat)
- Gang Busters (1942, Serial) - Ludoc's Doorman-Henchman [Chs. 5, 8] (nemenționat)
- The Spoilers (1942) - Disgruntled Miner (nemenționat)
- Syncopation (1942) - Policeman at Country Club (nemenționat)
- The Falcon Takes Over (1942) - Bartender (nemenționat)
- Timber (1942) - Lumberjack (nemenționat)
- Boss of Hangtown Mesa (1942) - Tom (nemenționat)
- Highways by Night (1942) - Motorcycle Policeman (nemenționat)
- Behind the Eight Ball (1942) - Third Thug (nemenționat)
- Arabian Nights (1942) - Hangman (nemenționat)
- No Time for Love (1943) - Doctor (nemenționat)
- My Darling Clementine (1946) - Sam Clanton (nemenționat)
- Calendar Girl (1947) - Swedish Tug of War Man (nemenționat)
- Trail Street (1947) - Man at Saloon Doors (nemenționat)
- Song of Scheherazade (1947) - The Orderly (nemenționat)
- Tarzan and the Huntress (1947) - Monak (nemenționat)
- Slave Girl (1947) - Head Guard (nemenționat)
- The Bachelor and the Bobby-Soxer (1947) - Cop in Court (nemenționat)
- The Wistful Widow of Wagon Gap (1947) - Big Miner (nemenționat)
- The Fabulous Texan (1947) - Sentry (nemenționat)
- Road to the Big House (1947) - Case
- The Judge Steps Out (1948) - Dining Truck Driver (nemenționat)
- Joe Palooka in Fighting Mad (1948) - Henchman (nemenționat)
- Are You with It? (1948) - Mug (nemenționat)
- Fort Apache (1948) - NCO at Dance (nemenționat)
- Half Past Midnight (1948) - Husky Man (nemenționat)
- The Argyle Secrets (1948) - Gil Hobrey
- River Lady (1948) - Logger (nemenționat)
- The Street with No Name (1948) - Policeman at Arcade (nemenționat)
- They Live by Night (1948) - Shadow (nemenționat)
- Angel in Exile (1948) - Prison Guard (nemenționat)
- The Three Musketeers (1948) - Executioner (nemenționat)
- Adventures of Don Juan (1948) - Sergeant (nemenționat)
- That Wonderful Urge (1948) - Workman (nemenționat)
- Wake of the Red Witch (1948) - Second Officer (nemenționat)
- A Woman's Secret (1949) - Hospital Policeman Guard (nemenționat)
- Adventure in Baltimore (1949) - Townsman at Brawl (nemenționat)
- It Happens Every Spring (1949) - Stadium Policeman (nemenționat)
- She Wore a Yellow Ribbon (1949) - Cpl. Wagner (nemenționat)
- The Fighting Kentuckian (1949) - Jacques
- When Willie Comes Marching Home (1950) - Military Policeman Kerrigan (nemenționat)
- Cargo to Capetown (1950) - Scar-Faced Sailor in Bar (nemenționat)
- Wabash Avenue (1950) - Policeman (nemenționat)
- Wagon Master (1950) - Jesse Clegg
- Kill the Umpire (1950) - Irate Baseball Fan (nemenționat)
- Surrender (1950) - Pete - Henchman
- The Sun Sets at Dawn (1950) - Prison Guard (nemenționat)
- Southside 1-1000 (1950) - Studs, Reggie's Henchman (nemenționat)
- Double Crossbones (1951) - Pirate (nemenționat)
- Roar of the Iron Horse - Rail-Blazer of the Apache Trail (1951) - Cal - Henchman
- Kentucky Jubilee (1951) - Hood
- Mask of the Avenger (1951) - Rudolpho (nemenționat)
- His Kind of Woman (1951) - Hoodlum (nemenționat)
- The Red Badge of Courage (1951) - Veteran (nemenționat)
- Drums in the Deep South (1951) - Jim Burns - Confederate Soldier (nemenționat)
- Anne of the Indies (1951) - Pirate at Inn (nemenționat)
- Ten Tall Men (1951) - Giant Riff Sentry (nemenționat)
- The Lady Pays Off (1951) - Houseman (nemenționat)
- Leadville Gunslinger (1952) - Henchman Monk
- Outlaw Women (1952) - Badman (nemenționat)
- The San Francisco Story (1952) - Vigilante Guard (nemenționat)
- Apache Country (1952) - Tom Ringo (nemenționat)
- Carson City (1952) - Robbie Dolby (nemenționat)
- Gents in a Jam (1952, Short) - Rocky Duggan
- What Price Glory (1952) - Military Policeman (nemenționat)
- Bela Lugosi Meets a Brooklyn Gorilla (1952) - Chula
- Hellgate (1952) - Army Jailhouse Guard (nemenționat)
- Star of Texas (1953) - Henchman Tom Traynor
- The Sun Shines Bright (1953) - Assistant Blacksmith (nemenționat)
- Salome (1953) - Herod's Guard Captain (nemenționat)
- Man in the Dark (1953) - Flannigan (nemenționat)
- The Golden Blade (1953) - Muscleman (nemenționat)
- Devil's Canyon (1953) - Prisoner (nemenționat)
- Saginaw Trail (1953) - Frenchy
- A Lion Is in the Streets (1953) - Tim Peck, Blacksmith
- Three Sailors and a Girl (1953) - Bank Guard (nemenționat)
- The Eddie Cantor Story (1953) - Headwaiter (nemenționat)
- Rose Marie (1954) - Big Trapper at Charity Dance (nemenționat)
- Prince Valiant (1954) - Prison Guard (nemenționat)
- Demetrius and the Gladiators (1954) - Gambling Gladiator (nemenționat)
- The Bounty Hunter (1954) - Man Hassling Alice in Saloon (nemenționat)
- The Long Gray Line (1955) - New York Policeman (nemenționat)
- New York Confidential (1955) - Leon Hartmann
- Seven Angry Men (1955) - Blacksmith (nemenționat)
- Tall Man Riding (1955) - Deputy Jeff Barclay
- I Died a Thousand Times (1955) - Officer (nemenționat)
- The Lone Ranger (1956) - Powder
- The Houston Story (1956) - Spiro (nemenționat)
- The Steel Jungle (1956) - Thug Kidnapper (nemenționat)
- World Without End (1956) - Naga (nemenționat)
- Toward the Unknown (1956) - Gate Guard - Edwards A.F.B. (nemenționat)
- The Ten Commandments (1956) - Overseer Watching from Door (nemenționat)
- Giant (1956, film adaptation of Ferber's novel) - Sarge
- Gunfight at the O.K. Corral (1957) - Frank McLowery (nemenționat)
- Undersea Girl (1957) - Frank Larkin, Gang Member
- Warlock (1959) - Fitzsimmons (nemenționat)
- The Virginian (1964 episode "The Intruders")) - Bear Bristow
- He Rides Tall (1964) - Onie
- Rio Conchos (1964) - Bartender (nemenționat)
- The Greatest Story Ever Told (1965) - Rabble-Rouser (nemenționat)
- King Rat (1965) - 1st Sergeant Camp Liberator (nemenționat)
- More Dead Than Alive (1969) - Crew Boss
- The Great Bank Robbery (1969) - Sam - Bank Guard #3 (rol final)